# Jeremy Isaacs
Sir Jeremy Isaacs (nascido em 28 de setembro de 1932) é um produtor e executivo de televisão escocês, vencedor dos prêmios BAFTA e Emmy Internacional. Ele também foi Diretor Geral da The Royal Opera (1987-96).